# Benedikt Dyrlich
Benedikt Dyrlich (* 21. dubna 1950 Neudörfel/Nowa Wjeska) je lužickosrbský básník, politik a novinář.

## Život
Benedikt Dyrlich se narodil 21. dubna v saské hornolužické Nowe Wjesce (Neudörfel) u Kamence jako druhý ze šesti dětí lužického malorolníka, řezbáře a stolaře Jakuba Dyrlicha (Dürlich). Jeho matka zemřela, když mu bylo 16 let. V letech 1956–1964 navštěvoval základní školu v nedaleké obci Räckelwitz/Worklecy. Zde se v osmé třídě stal se svým sportovním mužstvem mistrem NDR v cyklistice. Na podzim roku 1964 začal studovat biskupský předseminář v Schöneiche u Berlína. V letech 1968–1970 následovalo studium katolické teologie v Erfurtu. Po pěti semestrech složil první z hlavních zkoušek. Po té pracoval jako zdravotník v tehdejším Karl-Marx-Stadtu, kde po večerních kurzech na Lidové univerzitě složil v roce 1973 maturitu. V témže roce se oženil s učitelkou a redaktorkou Monikou Rozowskou z Budyšína. V letech 1973–1975 byl Dyrlich pomocným dramaturgem Německo-srbského lidového divadla v Budyšíně. V období let 1975–1980 vystudoval divadelní vědu v Lipsku a v Budyšíně potom zastával post dramaturga a později i režiséra a vedoucího přidruženého divadla dětí a mládeže. Během listopadových změn v roce 1989 se angažoval v lužickosrbském revolučním hnutí a na podzim roku 1990 byl za SPD zvolen do saského zemského sněmu. Zároveň začal předsedat hornolužické SPD, načež zcela opustil svou divadelnickou činnost – právě v okamžiku, kdy jeho syn Marko vstoupil do hereckého souboru Německo-srbského lidového divadla. V roce 1994 se Benedikt Dyrlich téměř stal saským ministrem kultury, když byl přizván opozičním předákem Kunckelem do jeho stínového kabinetu jako expert na kulturu. Od devadesátých let působil jako šéfredaktor lužickosrbského večerníku Serbske Nowiny, dále jako předseda lužickosrbského uměleckého svazu, byl členem saského kulturního senátu a angažoval se také v evropském spolku „Midas“, který zaštiťuje národnostní menšiny. Svůj lyrický debut publikoval v 17 letech. Jednalo se o mariánskou píseň, který byla v roce 1967 otištěna v periodiku Katolski Posoł. Od roku 1968 patřil k okruhu mladých autorů pod patronátem Kita Lorence při lužickosrbské sekci Svazu spisovatelů NDR v Budyšíně. V roce 1975 vyšla v nakladatelství Domowina první Dyrlichova básnická sbírka Zelene hubki. Roku 1977 byl zastoupen v antologi lyriky, která vyšla tamtéž pod názvem Kusk wuznaća : basnje młodych awtorow.

## Literární dílo
| Rozcybana wutroba Kamjeń, na kotryž smój so čapnyłoj, zdawa so skerje mjechki. Prašeš so, hač sym w nowinje čitał, zo samo w měšće, w kotrymž Lessing swětło swěta wohlada, wulka syła demonstrowaše přećiwo hrožacemu bom- bardowanju Bagdada. Mi je, jako by moja njeboh mać wołała do swjateho měra słowa zadwělowanosće, spisane w Praskej komorce poezije lěta 1937. Při wšěch ćežkich myslach ćekamoj hłubšo do holanskeje samoty. Jenož jónu so stróžiš, jako lěsny pućik rozbudźeny kapon přeprěči. Hakle hdyž hwěžki z krónow chójnow padać póčnu, zawróćimoj so a honimoj mysličku, kotraž wjedźe naju do wěsteho schowa. Stysk wyska (Budyšin 2006) |
| |

| Pocuchané srdce Kámen, na který jsme si přidřepli, se nejdřív zdál měkký. Ptáš se, jestli jsem četl v novinách, že taky v městě, v kterém spatřil Lessing světlo světa, demonstroval velký dav proti hrozícímu bombardová- ní Bagdádu. Je mi, jako by moje nebožka matka volala do posvátného klidu slova zoufalství, sepsaná v pražské komoře poezie roku 1937. Při všech těžkých myšlenkách prcháme hlouběji do holanské samoty. Jenom jednou se lekneš, když přes lesní cestu přejde rozčilený kohout. Teprve když z korun borovic začnou padat hvězdy, vrátíme se a honíme myšlenku, která nás vede do jisté skrýše. Stysk wyska (Budyšin 2006) [přel. Milan Hrabal] |
| |

Benedikt Dyrlich vzešel z okruhu mladších autorů, jejichž duchovním učitelem byl Kito Lorenc. Tato „generace“ měla zřetelný sklon k poetice tragična, mířící až k apokalypse. Dyrlichova poezie se zrodila z doznívající atmosféry 60. let. Je známým faktem, že je dosti ovlivněn polskou lyrikou, ostatně do polštiny je často překládán a sám překládal texty polského básníka Gałczyńského, který ho upoutal svým smyslem pro ironii a neobvyklé asociace a provokace. Tato zkušenost s „novým stylem“ poezie Dyrlichovi umožňovala stavět se do role Ćišinského, který chce psát nově a zároveň čtenáře vychovávat. Zatímco Lorenc zachycoval ve své tvorbě dějiny jako mýtus, Dyrlich je spíše dědicem marxisticky pojaté historie, z níž se lyrický subjekt učí. Ve svém díle nepodává epický příběh nebo podobenství, ale snaží se o vytvoření „znaku“ historie s didaktickými záměry. Je považován za experimentátora zejména v oblasti metafory, což připomíná první tvůrčí období Lorencovo. Typické jsou pro něj nové metafory a „modernizace“ básnického jazyka. Proto tíhne k prozaizaci verše a k absenci rýmu. Jeho oblíbená témata se týkají tzv. všedního dne, což ho přibližuje tradici ruské sovětské poezie. Od 90. let, kdy byl zároveň politicky činný, Dyrlich ve své poezii hodnotil důsledky převratu pro Lužické Srby, který jejich identitu, ani kulturu neposílil. Západní import konzumu a pokračování těžby uhlí v Lužickém hnědouhelném revíru vedly básníka k tomu, že ve svých textech hledal záchranu ve slavných postavách národních dějin. Hlásí se tak k apelativní linii Ćišinského. V jeho poezii 90. let povstávají v jakési fantastické vizi z hrobů zatopené lužické vesnice („W mnohich barbach z rowa stawaja potepjene wsy“). Je ovšem otázkou, zda tato fantastická vize představuje skutečnou alternativu k modelu lužickosrbsko-německé symbiózy, který ve svém díle od 60. let uplatňoval Lorenc, a v němž pokračuje básnířka Róža Domašcyna.

### Poezie a próza
- Zelene hubki : [basnje]. 1. nakł. Budyšin : Ludowe nakładnistwo Domowina, 1975. 112 s.
- Třeće wóčko. 1. nakł. Budyšin : Ludowe nakładnistwo Domowina, 1978. 93 s.
- Nocakowanje : lubosćinske a druhe basnje. 1. nakł. Budyšin : Ludowe nakładnistwo Domowina, 1980. 59 s.
- Grüne Küsse : Gedichte. 1. Aufl. Berlin, Weimar : Aufbau-Verlag, 1980. 110 s.
- W paslach : basnje a lyriska proza. 1. nakł. Budyšin : Nakładnistwo Domowina, 1986. 88 s.
- Hexenbrennen : Gedichte und Prosa. 1. Aufl. Berlin ; Weimar : Aufbau-Verlag, 1988. 130 s. ISBN 978-3-351-01162-8.
- Benedikt Dyrlich. Zestajał Dietrich Scholze. 1. nakł. Budyšin : Nakładnistwo Domowina, 1990. 57 s. ISBN 978-3-7420-0544-1.
- Fliegender Herbst : Gedichte und kurze Prosa. 1. Aufl. Bautzen : Domowina-Verlag, 1994. 214 s. ISBN 978-3-7420-1545-7.
- Wotmach womory : basnje. 1. nakł. Budyšin : Ludowe nakładnistwo Domowina, 1997. 63 s. ISBN 978-3-7420-1727-7.
- Stysk wyska : basnje, přebasnjenja, krótka proza. 1. nakł. Budyšin : Ludowe nakładnistwo Domowina, 2006. 103 s. ISBN 978-3-7420-2002-4.
- Der Tiger im Pyjama : Liebe lyrisch und prosaisch = Tiger w nócnej košli.	1. Aufl. Bautzen : Domowina-Verlag, 2012. 167 s. ISBN 978-3-7420-2244-8.
- In der Falle : Leben und Poesie vor und nach der Wende. 1. Aufl. 	Ludwigsburg : Pop, 2014. 159 s. ISBN 978-3-86356-083-6.
- Surreale Umarmung : Wortkunst lyrisch und prosaisch. 1. Aufl. Ludwigsburg : Pop Verlag, 2016. 126 s. ISBN 978-3-86356-126-0.
- Grüne Hasen dampfen ab : Geschichten. 1. Aufl. Ludwigsburg : Pop Verlag Literatur, 2018. 144 s. ISBN 978-3-86356-187-1.
- Na motawych mjezach : powědki. 1. nakł. Budyšin : Ludowe nakładnistwo Domowina, 2022. 150 s. ISBN 978-3-7420-2685-9